# Лазо (Дрокійський район)
Лазо (рум. Lazo) — село у Дрокійському районі Молдови. Входить до складу комуни, адміністративним центром якої є село Хеснешеній-Ной.

## Населення
За даними перепису населення 2004 року у селі проживали 542 особи.
Національний склад населення села:
| Національність       | Кількість осіб | Відсоток |
| -------------------- | -------------- | -------- |
| молдавани            | 531            | 98,0%    |
| українці             | 8              | 1,5%     |
| росіяни              | 2              | 0,4%     |
| інша / без відповіді | 1              | 0,2%     |
| Всього               | 542            | 100%     |